# Le fantasticherie del passeggiatore solitario
Le fantasticherie del passeggiatore solitario (in francese Les Rêveries du promeneur solitaire)  è un'opera incompiuta e postuma di Jean-Jacques Rousseau scritta tra il 1776 e il 1778. È stato tradotto anche come Le meditazioni del passeggiatore solitario, Le passeggiate del sognatore solitario e Le passeggiate del pensatore solitario.

## Storia editoriale
L'opera, pubblicata postuma, venne scritta nell'ultima fase della vita dello scrittore e filosofo ginevrino Jean-Jacques Rousseau. È l'ultimo dei suoi scritti, essendo stata progettata la parte finale probabilmente un paio di settimane prima della sua morte, perciò il lavoro è incompiuto. La sua redazione è stabilita intorno agli ultimi due anni della sua vita, fino al suo rifugio nel castello di Ermenonville presso il marchese René-Louis de Girardin: di natura solitaria e un po' paranoica l'autore, nonostante una reputazione in crescita, fu costretto all'esilio dopo la poca accoglienza dei suoi dialoghi, o forse anche a causa della morte del suo protettore Louis François de Bourbon, principe di Conti, nell'estate 1776.

## Contenuti
Le fantasticherie del passeggiatore solitario sono al tempo stesso un'autobiografia e una riflessione filosofica: costituiscono un insieme di un centinaio di pagine. L'autore adopera generalmente la prima persona singolare apportando per mezzo di digressioni alcuni dettagli sulla sua vita. Il libro è costituito da dieci capitoli, o passeggiate, di diversa lunghezza, che offrono riflessioni sulla natura dell'uomo e del suo spirito. Rousseau presenta la filosofia della visione della felicità, vicina alla contemplazione dello stato di atarassia, attraverso un relativo isolamento, una vita tranquilla e, soprattutto, un rapporto armonico con la natura, sviluppato dalla passeggiata, dalla contemplazione e dalla fitoterapia.
Insieme alle Confessioni sono l'opera fondativa del Romanticismo francese.